# Avannaa

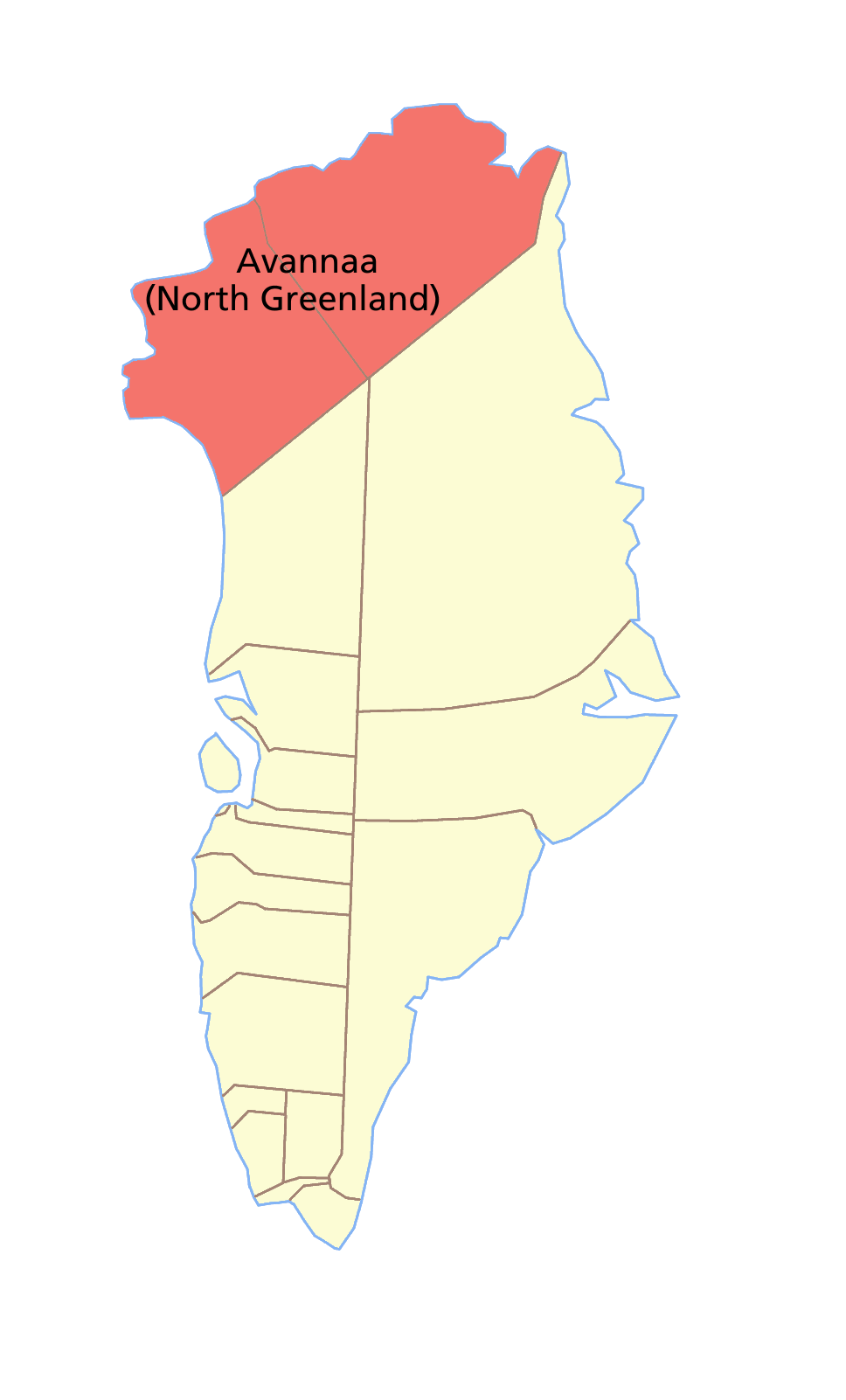
Cartina della Groenlandia del Nord con la vecchia suddivisione in comuni

Avannaa/Nordgrønland (Nord Groenlandia, chiamata anche Avannaarsua o Avanersuaq) è stata una delle tre contee (amt) della Groenlandia dal 1950 al 2008. La sede della contea era nella sua città principale, Qaanaaq, città capoluogo dell'unico suo comune.

## Storia
La contea di Avannaa fu istituita il 18 novembre 1950 insieme alle altre due dell'isola (Kitaa e Tunu), ma come anche Tunu non fu inizialmente suddivisa al suo interno in comuni. Il 1º gennaio 1963 anche Tunu e Avannaa furono divise in comuni: Avannaa, per la sua stessa collocazione e per il suo clima polare, aveva (e ha tuttora) una densità di popolazione bassissima, così l'intero territorio della contea che non fosse occupato dal Parco nazionale della Groenlandia nordorientale divenne un solo grande comune, il comune di Qaanaaq; la Base Aerea Thule e il villaggio che la ospita (Pituffik) rimasero un'enclave, un'area non incorporata all'interno del comune.
Con la riforma del 2009, la Groenlandia rivoluzionò la sua suddivisione interna in maniera simile a quanto era stato compiuto nel 2007 dalla Danimarca. La suddivisione in contee fu abolita, e Avannaa cessò di esistere come entità amministrativa; il comune di Qaanaaq fu assorbito nel più vasto comune di Qaasuitsup (ora diviso nei comuni di Avannaata e Qeqertalik), mentre le due aree non incorporate rimasero tali.

## Geografia e fauna locale
Avannaa è la regione meno densamente popolata al mondo, con 843 persone che vivono in 106.700 km² di terra coperta dal ghiaccio, con una densità di 0,0079 persone per chilometro quadrato. L'area totale, incluse le terre coperte dalla calotta polare ammonta a più di 500.000 km². La Groenlandia del Nord ha la più grande porzione di terra coperta dai ghiacci di ogni altro Stato, a causa della sua posizione all'estremo nord.
Grazie anche al fatto che Avannaa è coperta in parte dal parco nazionale più grande del mondo, e che questa regione è rimasta per la maggior parte incontaminata, qui vivono molte specie di animali terrestri, come volpi e lepri, e marini; ci sono anche molte specie di gabbiani che sostano sui campi innevati, e tantissimi uccelli si avvicinano alle fabbriche di pesce per cibarsi degli scarti.

## Occupazioni locali
La caccia alle foche è la principale fonte di guadagno per gran parte della popolazione, ed è questo il motivo perché gli insediamenti sono diversi in questa contea dal resto della Groenlandia. Esistono molti insediamenti nella regione, che possono essere utilizzati dai visitatori per vivere l'esperienza della vita diversa da quella che si vivrebbe in una città affollata. Durante l'inverno, quando i fiordi ghiacciano, la slitta trainata dai cani è un indispensabile mezzo di trasporto per pescatori e cacciatori.